# Wimholz
Wimholz ist ein kleiner Ort im Innviertel Oberösterreichs wie auch Ortschaft der Gemeinden Treubach und Moosbach im Bezirk Braunau am Inn.

## Geographie
Der Ort befindet sich 23 Kilometer westlich von Ried im Innkreis und 12½ Kilometer südöstlich von Braunau am Inn. 

Er liegt am Westrand des Innviertler Hügellands auf um die 445 m ü. A. Höhe am Riedel zwischen Moosbach und Lochbach.
Der Ort hat nur 4 Adressen mit 7 Einwohnern. Die Gemeindegrenze verläuft direkt zwischen den Häusern, sodass zwei in Treubach, zwei in Moosbach liegen.
Am Ort vorbei führt die L1054 Moosbachtalstraße von Mauerkirchen zur L1062 Leitrachstettener Straße, die vom Mattigtal her kommend das obere Moosbachtal Richtung Höhnhart weiterführt.
Nachbarorte und -ortschaften
|                            | Lindlau (O, Gem. Treubach)                  |                        |
| Reisedt (O, Gem. Moosbach) | Kompassrose, die auf Nachbargemeinden zeigt | Hub (O, Gem. Treubach) |
|                            | Reisach (O, Gem. Moosbach)                  |                        |

## Geschichte
Wim-Namen stehen zu Widem, einem geistlichen Gut. Hier befand sich also ein Wald, der wohl der Pfarre Moosbach gehörte, heute aber weitgehend verschwunden ist.
In der Lage Bauer im Wimholz befindet sich ein alter, zu Waasen gehöriger Hof. Schon im 19. Jahrhundert lagen nach Schaffung der Ortsgemeinden (1848/50) seine Nebengebäude in der Nachbargemeinde. Pfarrlich gehört er – katholisch – noch immer komplett zu Moosbach.

## Nachweise
- 40424 – Moosbach. Gemeindedaten der Statistik Austria
- 40444 – Treubach. Gemeindedaten der Statistik Austria

1. ↑  vergl. wideme widem widen swstm. stf.. In: Matthias Lexer: Mittelhochdeutsches Handwörterbuch. Bd. 3, Sp. 821 (woerterbuchnetz.de, Universität Trier).
2. ↑  Franziszäischer Kataster 1817–1861 (Urmappe, als Layer online bei DORIS, diverse Kartenthemen, Urmappe quality insb. Kulturatlas)